# Стеффен Стерсет
Стеффен Стерсет (норв. Steffen Størseth, 26 квітня 1975) — норвезький академічний веслувальник.
Срібний призер Олімпійських Ігор 1996 року в складі парної двійки, учасник 2000 року.
Срібний призер Чемпіонату світу 1997, 1998 років у складі парної двійки, бронзовий призер 1995 року в складі парної двійки.